# Коле Сан Марко (Асколи Пичено)
Коле Сан Марко (итал. Colle San Marco) насеље је у Италији у округу Асколи Пичено, региону Марке.
Према процени из 2011. у насељу је живело 131 становника. Насеље се налази на надморској висини од 707 м.